# Terminal Sud
Pour plus de détails, voir Fiche technique et Distribution.
Terminal Sud est un thriller dramatique franco-algérien réalisé par Rabah Ameur-Zaïmeche et sorti en 2019. C'est le dernier film sorti du vivant de Djemel Barek qui mourra l'année suivante.

## Synopsis
Témoin de la plongée chaotique de son pays en pleine guerre civile, un médecin hospitalier assiste à l'assassinat de son ami journaliste, puis reçoit plusieurs menaces de mort. Déchiré entre ses sentiments et son sens du devoir, il hésite à suivre sa compagne en France lorsqu'il est réquisitionné par une bande armée.

## Fiche technique
- Titre original : Terminal Sud
- Réalisation : Rabah Ameur-Zaïmeche
- Scénario : Rabah Ameur-Zaïmeche
- Décors : Tony Delattre
- Costumes : Julia Fouroux
- Photographie : Irina Lubtchansky et Camille Clément
- Montage : Grégoire Pontécaille
- Musique : Kraja
- Producteur : Rabah Ameur-Zaïmeche
  - Coproducteur : Olivier Père et Remi Burah
- Société de production : Sarrazink Productions, Les Films du Lendemain et Arte France Cinéma
- Société de distribution : Potemkine Films
- Pays d'origine :  France et  Algérie
- Langue originale : français
- Format : couleur
- Genre : Thriller dramatique
- Durée : 96 minutes
- Dates de sortie :
  - Suisse : 12 août 2019 (Locarno)
  - Canada : 9 septembre 2019 (Toronto)
  - France : 
    - 18 octobre 2019 (Bordeaux)
    - 20 novembre 2019 (en salles)

## Distribution
- Ramzy Bedia : le docteur
- Amel Brahim-Djelloul : Hazia
- Slimane Dazi : Moh
- Salim Ameur-Zaïmeche : le chauffeur de bus
- Nabil Djedouani : le rédacteur en chef
- Narcia Guenif-Souilamas : un journaliste
- Marie Loustalot : une journaliste
- Grégoire Pontécaille : un journaliste
- Zahia Rahmani : une journaliste
- Djemel Barek : le chef de bande
- Jacques Nolot : le directeur de l'hôpital
- Régis Laroche : l'agent tortionnaire

## Distinctions

### Sélections
- Festival international du film de Locarno 2019 : sélection en compétition internationale
- Festival du cinéma méditerranéen de Montpellier 2019 : sélection en avant-première